# Уэст, Барри
Ба́рри Уэст (англ. Barry West; 24 октября 1958, неизвестно — 15 декабря 2022) — английский бывший профессиональный игрок в снукер.

## Карьера
За свою карьеру Барри Уэст не выиграл ни одного профессионального турнира, однако дважды был участником 1/16 финала чемпионата мира (1987 и 1988) и дважды — четвертьфинала чемпионата Британии (1985 и 1988). В сезоне 1989/90 он занимал 21-е место в официальном рейтинге.
Уэст принял участие в предварительной квалификации на чемпионат мира 2010 года, хотя он уже давно не играл в мэйн-туре. Проиграл первый же свой матч.
На настоящее время[когда?] Уэст остаётся последним снукеристом, которому удалось попасть в топ-32 официального рейтинга по итогам дебютного сезона в мэйн-туре.
Скончался 15 декабря 2022.